# 제주중앙고등학교 축구부
는 제주특별자치도 제주시에 위치한  되었다.

## 참고 문헌
- “KFA 통합경기정보 시스템”. 대한축구협회.

## 같이 보기
- 제주중앙고등학교